# Новое Мисто (Тывровский район)
Но́вое Ми́сто (укр. Нове́ Мі́сто) — село на Украине, находится в Тывровском районе Винницкой области.
Код КОАТУУ — 0524584401. Население по переписи 2001 года составляет 789 человек. Почтовый индекс — 23341. Телефонный код — 4355.
Занимает площадь 2,449 км².

## Адрес местного совета
23324, Винницкая область, Тывровский р-н, с. Новое Город, ул. Котовского